# Římskokatolická farnost Branišovice
Římskokatolická farnost Branišovice je územní společenství římských katolíků s farním kostelem svatého Vavřince v obci Branišovice.

## Historie farnosti
První zmínka o Branišovicích pochází z roku 1222, první zmínka o faře pak z roku 1356.

## Duchovní správci
Od 1. září 1991 je administrátorem excurrendo R. D. Jan Fiala z Olbramovic u Moravského Krumova.

## Bohoslužby
| Kostel       | Místo       | Bohoslužba (den) | Hodina     | Poznámka     |
| ------------ | ----------- | ---------------- | ---------- | ------------ |
| sv. Vavřince | Branišovice | neděle úterý     | 9.00 18.00 | farní kostel |

## Aktivity ve farnosti
Dnem vzájemných modliteb farností za bohoslovce a bohoslovců za farnosti brněnské diecéze je 30. září. Adorační den připadá na 22. srpna.
Ve farnosti se pravidelně pořádá tříkrálová sbírka. V roce 2016 se při ní vybralo 10 759 korun.